# Такава смърт няма
„Такава смърт няма“ е български телевизионен филм (историческа, драма) от 1973 година на режисьора Велко Йорданов. Сценарият е написан от Стефан Енчев. Оператор е Станислав Станчев. Музиката е на Иван Игнев, а художник Василика Дуцкинова

## Сюжет
Първите дни след погрома на Априлското въстание. Група оцелели четници, начело с Волов и Икономов, бягат от преследващия ги аскер и се разделят на малки групи. В гората попадат на дървари, които ги убеждават, че не могат да се преборят с робството и е по-добре да преклонят глава. Покрусени не само от неуспешното въстание, но и от безверието на хората, тримата получават поредния удар, когато от тях се плашат и бягат българи, работещи по нивите. Четниците отсядат в близкия манастир, но скоро отново се налага да бягат от потерята. Решават да преминат Янтра и в Румъния да търсят Стефан Стамболов и Измирлиев. В гората се натъкват на младия селянин Христо, който иска да стане бунтовник и тръгва с тях.Успяват да се приютят в една воденица, но скоро идва синът на воденичаря, който ги предупреждава, че в селото са дошли турци. За да не застрашат живота на стария човек, тримата четници решават да прекосят реката през нощта, като оставят при воденичаря Христо. Сред буйните потоци на Янтра бунтовниците са застигнати от вражеските куршуми..

## Актьорски състав
| Роля                    | Изпълнител                    |
| ----------------------- | ----------------------------- |
| войводата Панайот Волов | Юрий Ангелов като Юри Ангелов |
| учителят Тодор Икономов | Илия Караиванов               |
| четник                  | Георги Велчовски              |
| селянинът Христо        | Михаил Ботевски               |
| четник                  | Александър Александров        |
| воденичарят             | Марин Янев                    |
| съпругът в кревата      | Герасим Младенов              |
| съпругата в кревата     | Кина Мутафова                 |
| дървар                  | Георги Гайтаников             |
| дървар                  | Марио Маринов                 |
| дървар                  | Васил Тонев                   |
|                         | Любка Петрова                 |
|                         | Гинка Шофелинова              |
| майката на Миладин      | Димитрина Савова              |
|                         | Лили Миладинова               |